# Janne Happonen
Janne Mikael Happonen, finski smučarski skakalec, * 18. junij 1984, Kuopio, Finska. 
Happonen je začel leta 1992 v domačem Kuopiu. V letih 2001 in 2002 je postal ekipni mladinski svetovni prvak, leta 2002 pa je postal mladinski svetovni prvak še med posamezniki. V isti sezoni 2001/02 je tudi prvič nastopil na tekmi svetovnega pokala.
Na olimpijskih igrah v Torinu leta 2006 je s finsko ekipo osvojl srebrno medaljo. 
Prvo zmago je dosegel v sezoni 2005/06 v Lahtiju, drugo pa na poletih v Planici. Sezono je končal na 14. mestu. V sezoni 2008/09 ni nastopal zaradi poškodbe, ki mu je vzela celo sezono. 

## Dosežki

### Zmage
| Sezona  | Država/Prizorišče |
| ------- | ----------------- |
| 2005/06 | Lahti             |
| 2005/06 | Planica           |